# Jean-Max Causse
Jean-Max Causse est un exploitant de cinéma français, également réalisateur, scénariste, acteur et attaché de presse.
Il a 74 ans de carrière. 
En tant que réalisateur, il n'a tourné qu'un seul long métrage, en 1972. Plus ou moins frappé d'interdit, son Franc-tireur a connu trente ans de purgatoire, avant de finalement sortir, en 2002, dans quelques rares salles de cinéma. Il n'en existe que six copies.

## Biographie
Il est le cofondateur avec Jean-Marie Rodon (1938-2016), des « cinémas Action ».
Il a perdu sa fille Christine dans l'incendie du Collège Édouard-Pailleron en 1973.

## Filmographie

### Réalisateur
- 1972 : Le Franc-tireur

### Acteur
- 1996 : Le Rocher d'Acapulco de Laurent Tuel
- 1998 : Seul contre tous de Gaspar Noé
- 2001 : Un jeu d'enfants de Laurent Tuel
- 2007 : Charly d'Isild Le Besco